# マテ・ビリッチ
マテ・ビリッチ（Mate Bilić, 1980年10月23日 - ）は、ユーゴスラビア社会主義連邦共和国（現クロアチア）・スプリト出身の元サッカー選手。元クロアチア代表。現役時代のポジションはFW。

## 経歴

### クラブ

#### ハイドゥク・スプリト
12歳の時に地元ハイデュク・スプリトの下部組織に入団 し、1998年2月22日のNKザダル戦で同クラブのトップチームで初出場を飾った。国内2部のNKモソーへの1年の期限付き移籍を経て1999-2000シーズンにハイドゥクに復帰すると定位置を掴み、リーグ戦で2位で終わったものの、カップ戦でライバル NKディナモ・ザグレブとの決勝戦を制し、タイトルを獲得に貢献。また、1999年8月12日にUEFAカップ1999-2000予選のF91デュドランジュとの第1戦で欧州カップ戦初出場を飾る。2000-01シーズンはクラブ史上4度目のリーグ戦優勝、カップ戦は準優勝に終わり、中心選手となった2季合計で15得点を記録した。
2001年7月25日にUEFAチャンピオンズリーグ 2001-02予選・2回戦のフェレンツヴァーロシュTC戦でUEFAチャンピオンズリーグ初出場を飾り、RCDマヨルカとの予選3回戦第1戦（1-0勝利）でフリーキックで決勝点を挙げ 勝利に導くも、第2戦を0-2で落とし本大会出場とはならなかった。

#### スペイン
シーズン前の試合で膝の靭帯損傷により長期離脱となったゴラン・ジュリッチ（en）の代役として2001年9月にスペイン1部のレアル・サラゴサと4年契約を締結 し、同月16日のラーヨ・バジェカーノ戦で初出場を飾るも、出場18試合で30節のレアル・ベティス戦で挙げた決勝点の1得点のみと失敗に終わり、またクラブも2部に降格した。
2部での生活
期限付き移籍となった2002-03シーズンはUDアルメリアで31試合9得点、2003-04シーズンはスポルティング・デ・ヒホンで41試合15得点を記録。2004年夏にコルドバCFと契約するも同2004-05シーズンに3部に降格。次に契約したUEリェイダでは40試合18得点の活躍を見せるも、再び3部降格を食い止めることは出来なかった。ビリッチはこのように2002年から2006年までスペイン2部のクラブを1季ごとに渡り歩いた。
ラピード・ウィーン
2006年6月に契約したオーストリア・ブンデスリーガのラピード・ウィーンでは、1季半で54試合16得点を記録。また、UEFAインタートトカップでは3回戦でFCルビン・カザンを破りタイトルを獲得した。
スポルティング・ヒホン (2度目)
2007-08シーズン冬にスペインの地へ舞い戻り、古巣のスポルティング・デ・ヒホンと契約する とリーグ戦の出場が約半分の20試合だったにもかかわらず10得点を挙げる活躍を見せ、クラブの10季ぶりとなる1部昇格に一役買った。
久しぶりとなった1部の舞台では、昇格から程なくしての2008年9月13日に第2節のセビージャFC戦（アウェイ3-4敗北）でハットトリックを達成 し、序盤戦ではあるが得点ランキングの首位に躍り出たことで注目を集め、最終的に同シーズンでダビド・バラルと素晴らしいコンビを組み、2人合計22得点（ビリッチ個人37試合12得点）を挙げてクラブの1部残留に貢献した。
しかし、2009-10シーズンに31試合5得点、2010-11シーズンになると出場18試合中で先発3試合と定位置を失い、公式戦の得点はコパ・デル・レイのRCDマヨルカ戦（2-2, 2試合合計3-5敗北）での得点 のみとなった。そのような苦しい状況下で2011年3月16日のヘタフェCF戦でスペイン1部での通算出場数100試合を達成した。2011-12シーズンは20試合4得点と数字上では昨季を上回る成績だが、先発出場は1試合のみだった。2012年2月12日のアトレティコ・マドリード戦でクラブ通算出場数100試合を達成した。

#### クロアチア復帰
2013年6月20日に自由移籍でプルヴァHNLのRNKスプリトと2年契約を締結した。
2014-15年シーズン後に現役を引退した。

### 代表
1996年から2001年にかけてU-17、U-19、U-21とクロアチアの世代別代表に出場し、16試合6得点を記録した。しかし、A代表ではビリッチの両親がボスニア・ヘルツェゴヴィナのTomislavgradの出身だったためボスニア・ヘルツェゴビナ代表での出場資格を有していた。
2009年2月11日のルーマニア戦にスラベン・ビリッチ監督の下でクロアチアA代表に招集を受ける（初招集自体は2000年のスロバキア戦）も、その時は出番が訪れなかった。10月14日にアスタナでの2010 FIFAワールドカップ・ヨーロッパ予選のカザフスタン戦でマリオ・マンジュキッチに代わりクロアチアA代表初出場を飾り、チームは2-1で勝利するも、グループリーグで3位に終わったことでプレイオフにも進出できず2010 FIFAワールドカップ出場を逃した。
同年11月14日にリヒテンシュタインとの親善試合（5-0勝利）で代表初得点を含め2得点を挙げる活躍を見せた。また、試合開始から僅か44秒での得点はクロアチア代表史上最短得点だった。ビリッチの得点後の試合は、ビリッチが倒されて得たフリーキックからダリヨ・スルナが10分に追加点を挙げ、ビリッチが頭で落としたボールをエドゥアルドが23分に流しこみ、さらに47分にもエドゥアルドの得点をアシストした。49分には20mの距離から直接FKを決め、計2得点2アシストの大活躍だった。2010年5月19日にクラーゲンフルトでのオーストリア戦（1-0勝利）でムラデン・ペトリッチに代わり後半から出場し、86分に唯一の得点を挙げた。